# Atelozomyia thalassae
Atelozomyia thalassae är en tvåvingeart som beskrevs av Travassos Santos Dias 1987. Atelozomyia thalassae ingår i släktet Atelozomyia och familjen bromsar.
Artens utbredningsområde är Namibia. Inga underarter finns listade i Catalogue of Life.